# The Advocate
The Advocate (L'advocat defensor) és una revista de temàtica gai editada quinzenalment als Estats Units. És la revista gai més antiga que segueix existint en aquell país. El lloc web de la revista conté aproximadament el 30 per cent de la versió impresa i s'actualitza diàriament. Els arxius de la revista poden consultar-se, sota subscripció, en diverses bases de dades com ara EBSCO o InfoTrac.
Publicada inicialment per Dick Michaels i Bill Rand, el grup activista de Los Angeles PRIDE, el 1967 de la mà d'un butlletí de notícies local titulat The Los Angeles Advocate. El 1969 es va canviar el nom per The Advocate i es va començar a distribuir en tot el país. Cap al 1974, tenia una circulació vora uns 40.000 exemplars per edició. Va atraure l'atenció de David Goodstein, un inversor de San Francisco, que va comprar la publicació el 1974. Goodstein va introduir-hi diferents canvis un cop adquirida. La renovació incloïa la transformació del format de periòdic a revista. Sota la seva direcció, la publicació va transformar-se en una revista de notícies nacional que informava dels esdeveniments importants per a la comunitat gai, incloent-hi el moviment d'alliberació gai, art i cultura. També va treballar per reduir els anuncis de caràcter sexual. El 1975 va morir Goodstein i la revista va experimentar una sèrie de fusions i adquisicions.